# SUPERNOVA (GRANRODEOのアルバム)
『SUPERNOVA』（スーパーノヴァ）は、日本の音楽ユニット・GRANRODEOの4枚目のオリジナルアルバム。 2011年4月6日にGloryHeavenから発売された。

## 概要
前作「BRUSH the SCAR LEMON」後に発売されたシングル及びカップリング曲を含めた全14曲が収録されている。ただし13枚目のシングル「We wanna R&R SHOW」、14枚目のシングル「ROSE HIP-BULLET」のC/W「チキン・ヒーロー」の2曲は除外されている。
当初は2011年3月23日に発売予定だったが、同年3月11日に起こった東日本大震災の影響により延期された。
初回限定盤には、アルバムリード曲『SUPERNOVA』のMusic Clipとメイキング風景、また2010年11月23日にNHKホールにて行われたデビュー5周年記念イベントの模様をダイジェスト版で収録したDVDが同梱されている。通常盤はCDのみ。なお初回限定盤のジャケットとブックレットは2人を模したイラスト、通常盤は2人の姿を実際に撮影した写真を使い、どちらも同じアメコミ風のデザインで作られている。
店舗購入特典として、それまでに行ったライブで演奏されたアコースティックバージョンの演奏を収録した5種類のCDが5つの店舗ごとに用意された。
| 店舗           | 内容 |
| -------------- | --- |
| アニメイト     | GR アコースティック・ライブCD ～animate edition～「Rain Beat」(from ROCK INSTINCT)                       |
| ゲーマーズ     | GR アコースティック・ライブCD ～GAMERS edition～「Two of us」(from RIDE ON THE EDGE)                     |
| とらのあな     | GR アコースティック・ライブCD ～とらのあな edition～「ここにあるぬくもり」(from 東西 都乱巣 雷武 夏ノ陣) |
| ソフマップ     | GR アコースティック・ライブCD ～Sofmap edition～「なんとなく消したストーリー」(from G5★ROCK SHOW)        |
| タワーレコード | GR アコースティック・ライブCD ～TOWER RECORDS edition～「LAST SMILE」(from RODEO DELIGHT)                |

## 収録内容
（全作詞：谷山紀章、作曲・編曲：飯塚昌明）
1. rocket ride(inst)
2. SEED BLASTER
3. ROSE HIP-BULLET
4. SUPERNOVA
  - PVが制作されている。
5. 僕と君の間
6. Who is the Witch?(inst)
7. ウィッチハンター
8. 進化と堕落の二元論
9. ウソノイロ
10. 恋音
11. 欲望∞
12. SEA OF STARS
13. シャニムニ
14. 背徳の鼓動
15. ガッツに勝るドラッグはなし
ボーナストラック。39トラック目として収録されている。

DVD
1. SUPERNOVA（MUSIC CLIP）
2. SUPERNOVA（Making）
3. GRANRODE 5TH ANNIVERSARY EVENT "GR感謝祭"〜オレとオマエとグランロデオ〜 SPECIAL ver.